# Церква Сен-Сюльпіс (Париж)
Церква Сен-Сюльпіс (фр. l'église Saint-Sulpice) знаходиться в 6-му окрузі французької столиці, між Люксембурзький садом і бульваром Сен-Жермен; будівля єзуїтського стилю з незавершеним класичним фасадом архітектора Джованні Сервандоні. Названа на честь святого Сюльпіс (Сульпіціуса Благочестивого), архієпископа часів Меровінгів, що жив у VII столітті. Церква цікава фресками, створеними Еженом Делакруа.

## Історія
Розкопки XVIII століття виявили могилу X століття, що доводить існування на цьому місці принаймні каплиці. Історія нинішнього будинку почалася в середині XVII століття, коли Анна Австрійська 20 лютого 1646 року заклала перший камінь церкви (за іншою версією, це був герцог Орлеанський). Роботи зі спорудження культової споруди тривали понад 130 років, змінюючи архітекторів — Крістоф Гамар (Christophe Gamard), Луї Лево (Louis Le Vau), Даніель Гіттар (Daniel Gittard). Південну незакінчену дзвіницю починав споруджувати в 1749 році архітектор Удо де Маклаурен.
Щойно в 1870 році церкву було закінчено, як вже наступного року північна дзвіниця була частково зруйнована пруськими військами.